# Wiktor Karger
Wiktor Karger (ur. 3 listopada 1880 w Cieszynie, zm. 18 lutego 1976 tamże) – austriacki historyk sztuki, kustosz Muzeum w Cieszynie.
Był synem pracownika dyrekcji Komory Cieszyńskiej. Ukończył gimnazjum w Cieszynie i wydział budowlany Politechniki Wiedeńskiej oraz studia z zakresu historii sztuki, etnologii i archeologii na Uniwersytecie Wiedeńskim. Początkowo pracował jako muzealnik w Opawie, w 1920 roku powrócił do Cieszyna. Krótko potem został kustoszem Muzeum Śląska Cieszyńskiego, którym był do 1945 roku. W czasie hitlerowskiej okupacji udało mu się zatrzymać większość zbiorów muzealnych na miejscu; nie dopuścił do zniszczenia polskich książek, które kazał przechowywać w kościele św. Trójcy.
Autor prac w języku niemieckim, polskim i czeskim na temat archeologii, numizmatyki, etnografii i historii sztuki.